# Fabrik Philippe Suchard

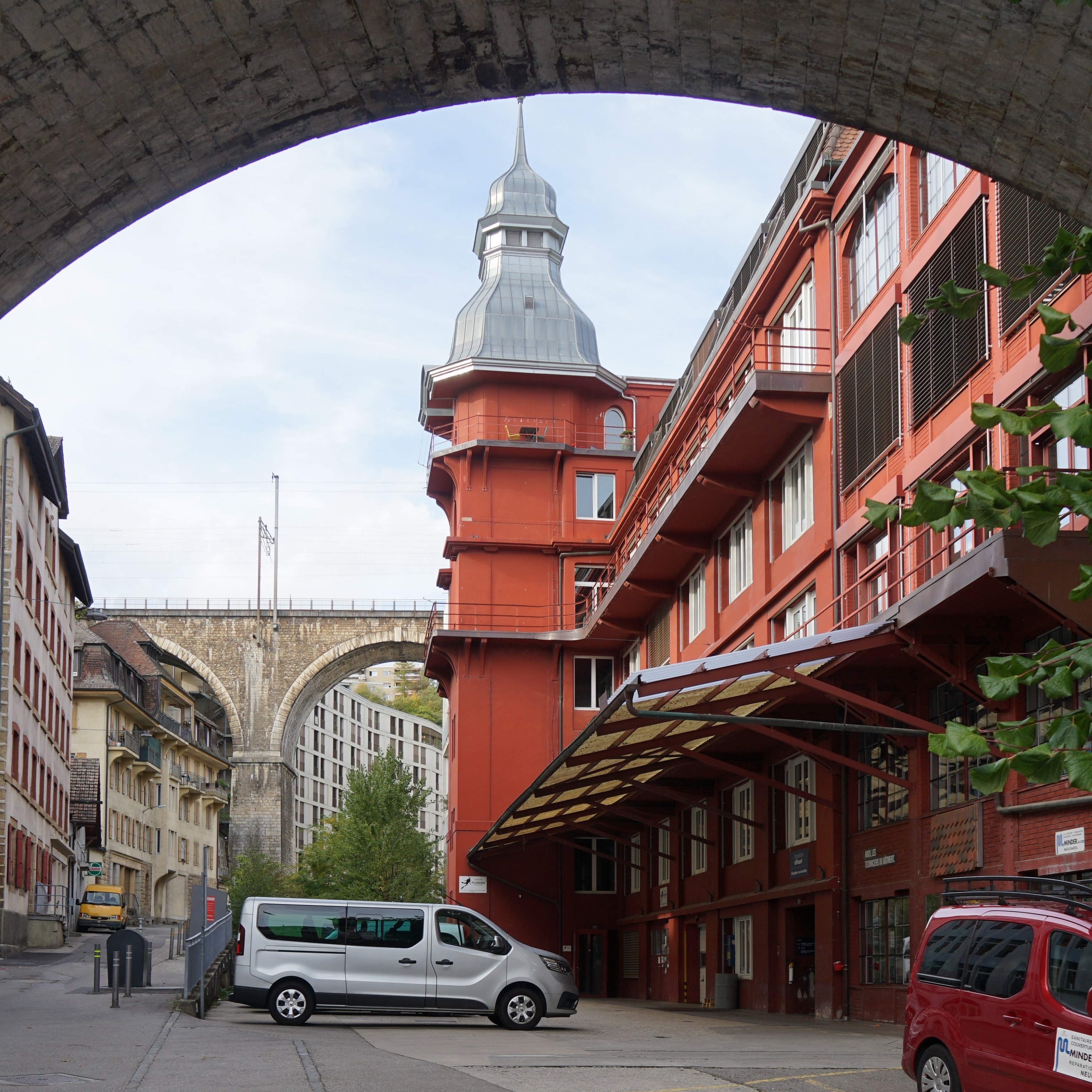
Lage und Ansicht der «Roten Fabrik», 2023

Die Fabrik Philippe Suchard (französisch Fabrique Philippe Suchard, auch «Rote Fabrik») ist ein denkmalgeschütztes Gebäude der ehemaligen Schokoladenfabrik Suchard in Neuenburg (französisch Neuchâtel) in der Schweiz. Sie wurde um 1900 vom Architekten Eugène Colomb erbaut.

## Lage
Das Bauwerk liegt im tief eingeschnittenen Tal der Serrière im Industriequartier Serrières. Es hat die Nummern «20–22» an der «Rue des Usines» und liegt dort zwischen dem Eisenbahnviadukt von 1858 im Norden und der 1810 fertiggestellten Strassenbrücke «Pont Berthier» im Süden. Jenseits dieser Brücke lag die grosse, «L’Orientale» genannte Fabrik im maurischen Stil, die 1957 durch ein Feuer zerstört wurde.

## Geschichte
Im Jahr 1826 gründete Philippe Suchard (1797–1884) in Serrières die Schokoladenfabrik Ph. Suchard. Unter Philippe Suchard jr. (1834–1883) und Carl Russ-Suchard (1838–1925) erlebte die Fabrik ihren Aufschwung. Die Zweigwerke in Lörrach und Bludenz wurden 1880 und 1888 eröffnet, die Gründung von Tochtergesellschaften in Europa folgte. In Serrières stieg die Tagesproduktion von Schokolade von 30 Kilogramm im Jahr 1826 auf 60 Tonnen im Jahr 1924. Um 1900 wurde die Produktion mechanisiert und 1901 Milchschokolade unter der Marke «Milka» eingeführt.
Eugène Colomb entwarf zwischen 1899 und 1906 Fabrikgebäude für das Unternehmen. Mittels neuer Materialien wie Stahl und Eisenbeton konnte man grosszügigere Bauten errichten, die für eine mechanisierte Produktion geeignet waren. Für einen Transport zwischen den Gebäuden sorgte ein Netz mit Kipploren. Eine Standseilbahn («plan incliné») beförderte von 1892 bis 1954 die erzeugte Schokolade direkt zum Bahnhof.
Im Jahr 1990 wurde das Stammwerk in Neuenburg geschlossen und die gesamte Schokoladeproduktion nach Bern-Brünnen verlegt.

## Beschreibung
Die «Rote Fabrik» ist ein Zweckbau mit fünf Geschossen und einem ausgebauten Dachgeschoss im Walmdach. Charakteristisch sind die rote Farbgebung und der an der Nordwestecke angefügte Turm mit einer später ergänzten Haube aus Kupferblech. Das Bauwerk ist als Kulturgut von regionaler Bedeutung (B-Objekt, KGS-Nummer 09292) in das Schweizerische Inventar der Kulturgüter eingetragen.

## Belege
1. 1 2  Neuchâtel-Serrières – Rund um das Erbe von Suchard. (PDF, 8,1 MB, dreisprachig) abgerufen am 11. November 2023.
2. 1 2  Vincent Callet-Molin: Suchard. In: Historisches Lexikon der Schweiz.  25. Juli 2012.
3. ↑  Kantonsliste A- und B-Objekte Kanton NE. Schweizerisches Kulturgüterschutzinventar mit Objekten von nationaler (A-Objekte) und regionaler (B-Objekte) Bedeutung. In: Bundesamt für Bevölkerungsschutz BABS – Fachbereich Kulturgüterschutz, 1. Januar 2024,  (PDF; 267 kB, 7 S., Revision KGS-Inventar 2021 (Stand: 1. Januar 2023)).

Koordinaten: 46° 58′ 58,8″ N, 6° 54′ 11,7″ O; CH1903: 559268 / 203688